# Técnicas culinarias

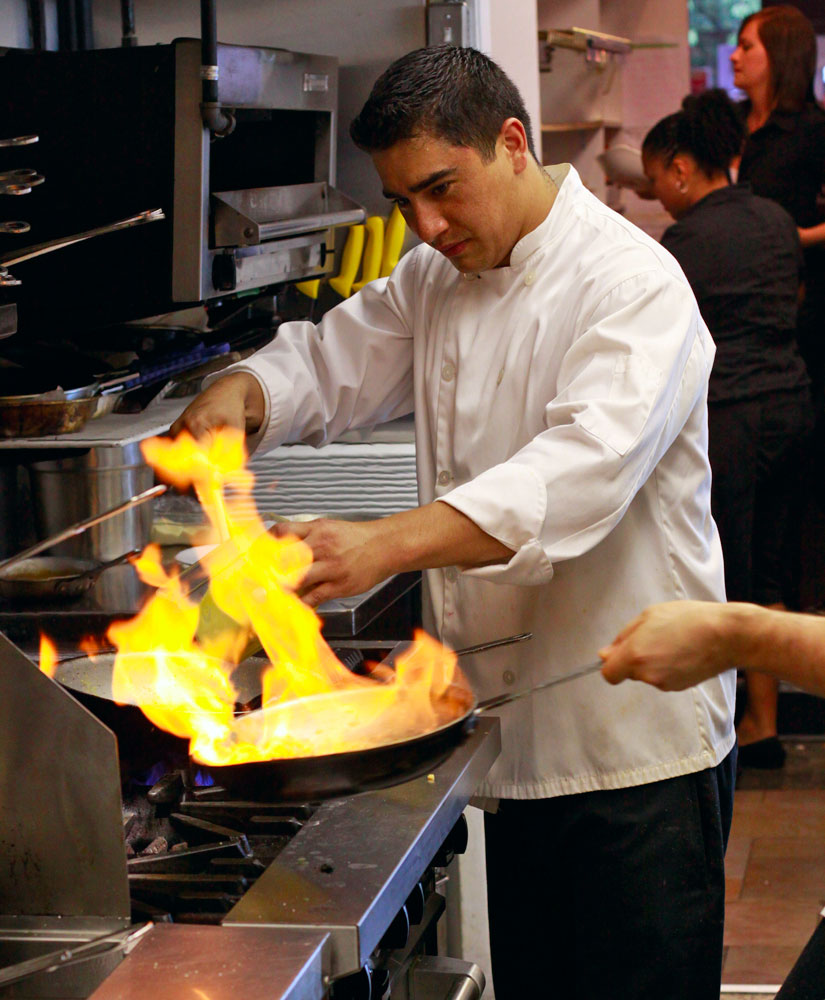
Flambeado, técnica culinaria propia de la alta cocina

Se denomina técnicas culinarias a los diferentes métodos que el ser humano ha desarrollado para procesar alimentos, bien sea para cocinarlos o conservarlos. Todas las culturas del mundo han desarrollado muy variadas técnicas culinarias. Los profesionales de la cocina deben dominar las técnicas de cocina más esenciales, como el ahumado, el asado, la fermentación, la fritura, el hervido (o ebullición) o el guisado.
Al cocinar un alimento, es decir, al aplicarle calor, se producen diferentes cambios ventajosos. Por un lado, se da una mejora de las propiedades organolépticas (sabor, aroma, textura, aspecto visual...) y, en el caso de la carne y otros productos duros, los vuelve más tiernos, de manera que los alimentos resultan más sabrosos y masticables. Por otro lado, se dan una serie de cambios químicos en los nutrientes (una especie de predigestión), que ayuda a asimilar mejor el aporte nutricional, además de la eliminación de patógenos (o incluso de toxicidad) que prolonga la vida útil y evita enfermedades.

## Métodos de conserva
- Ahumar: los alimentos se exponen a una fuente de humo, como madera en llamas. El humo es antimicrobiano y antioxidante.[3] Se ahuman carnes, pescados, quesos, frutos secos, especias como el pimentón de la Vera, verduras y bebidas como el té o el whisky escocés.
  - Humo frío: se realiza a una temperatura inferior a la coagulación de las proteínas de la carne (15-25 °C).[4]
  - Humo caliente: se realiza a una temperatura superior a la coagulación de las proteínas de la carne (55-80 °C).[4]
- Curar: los alimentos se sumergen en una mezcla de sal y nitratos (de potasio o de sodio), aunque tradicionalmente se usa únicamente sal común, que se denomina salazón. La sal ralentiza el crecimiento de bacterias, oxida los lípidos y desnaturaliza las proteínas, por lo que no será necesario cocinar el alimento luego. Además, se percibe un pardeamiento de la superficie y se refuerza el sabor. A veces se usa azúcar en vez de sal.
  - Salazón húmeda o salmuera: los alimentos se sumergen en una mezcla de agua con sal, lo que altera la estructura de los alimentos.
  - Jarear: abrir el pescado, desviscerarlo, salarlo y secarlo al sol. Técnica nativa de Canarias.[5]
- Encurtir: se puede entender como una combinación de la salmuera (sal y agua) y la maceración.[6] El chucrut, las cebollitas y el kimchi son encurtidos famosos.
- Envasar: sellar alimentos en tarros o frascos, latas o bolsas, frecuentemente acompañado de algún proceso de control microbiano. Este método se da de forma industrial mayormente.
  - Al vacío: se aspira el aire del interior de un envase para retirar las posibles bacterias aeróbicas y alargar la vida útil. No obstante, no evita las anaeróbicas.
- Esterilizar: se destruyen los microorganismos y enzimas de un alimento para evitar su degradación.
  - Apertización: esterilización de productos cerrados herméticamente en latas de metal o tarros de cristal. Técnica desarrollada en 1810 por Nicolás Appert.
  - Ionización: esterilización de productos mediante iones o radiaciones ionizantes.
  - Pasteurizar: semiesterilización que mejora la calidad microbiológica de los alimentos, al reducir la carga microbiana, manteniendo las características organolépticas del producto.[7] Técnica desarrollada por Louis Pasteur en 1857.
- Macerar: se sumergen ciertos alimentos en un líquido especiado que, además de conservar, aporta nuevos aromas y jugosidad. En el caso de las bebidas maceradas, como los licores de hierbas, la maceración sirve para aromatizar el líquido con especias. El alcohol es un potente conservante natural. También se maceran mermeladas y jugos de frutas. Un maridaje puede durar varios días, incluso meses.
- Marinar: variante similar al macerado, pero el objetivo no es conservar, sino ablandar las carnes, aportando sabor y jugosidad. Por ello, el líquido para un maridaje es más concentrado, con algún elemento acidificador (jugo de limón, vinagre, etc.) y no se dejará marinar por más de 24 h, idealmente en la nevera. Se podría decir que macerar y marinar se diferencian en la intensidad del proceso.
  - Adobado: variante de marinado específica para carnes, en la que se usan pimentón rojo, sal, ajo, aceite y otros ingredientes. De esta manera, la fibra de la carne queda más tierna. La acción de adobar con zumaque se denomina «zumacar».[8]
  - Escabeche: marinado en el cual el agente acidificador es el vinagre, puesto que retrasa la putrefacción del alimento. Además, el ácido ‘cuece’ ligeramente la comida.
  - Ceviche: marinado en el cual el agente acidificador es el jugo de limón o de lima. Se aplica principalmente con pescados, y se refiere tanto a la técnica culinaria como a los platos que se obtienen.
- Enfriar: se disminuye la temperatura de los alimentos para ralentizar el crecimiento de hongos y bacterias.
  - Refrigerar: el frío ambiental hace que el crecimiento microbiano sea más lento y además, la refrigeración ayuda a conservar la frescura de los alimentos.
  - Congelar: la conservación a temperaturas bajo cero detiene el crecimiento de bacterias, lo que aumenta significativamente la vida útil del producto. Sin embargo, provoca deterioro en el sabor y la textura de los alimentos, ya que estos se componen principalmente de agua, que al convertirse en cristales de hielo provocan cambios en la estructura del alimento. Cuanta mayor es la exposición a la congelación, más grandes son los cristales de hielo, provocando además la pérdida de nutrientes. En el caso del pan y otros carbohidratos, la congelación provoca la retrogradación del almidón.[9]
  - Abatir: la temperatura del producto alimentario se reduce drásticamente en un periodo muy corto de tiempo.
- Secar o deshidratar: se extrae todo el contenido de agua del alimento para evitar la proliferación de microbios.
  - Liofilizar: la deshidratación se logra congelando el producto y luego reduciendo la presión ambiental para que el agua helada se sublime.

## Métodos de cocción
La cocción, que no es más que aplicar calor a un alimento, se puede dar por aire caliente (hornos), líquidos de base agua (guisos), líquidos grasos (fritura) u ondas (horno de microondas).

### Cocción en seco
- Asar a la parrilla o rostizar: el calor es generado por un fuego o unas brasas y los alimentos se exponen mediante un utensilio de metal llamado parrilla (o grill), por lo que también es llamado parrillada. La parrilla se unta de grasa previamente, y alimento se debe voltear idealmente una sola vez.[10] En el resultado, se perciben las marcas lineales de la parrilla.
  - Tatemar: los alimentos se asan directamente sobre la llama de un fuego, por lo que no quedan uniformemente asados (unas partes aparecerán quemadas y otras casi crudas). Técnica nativa de la cocina mexicana.
  - Escalivar: asar hortalizas al rescoldo de las brasas. Técnica nativa de la cocina catalana.
- Asar al horno u hornear: el calor es generado por el sistema eléctrico de un horno, y se transmite por aire al alimento. El horno debe precalentarse a una temperatura que varía en función del tamaño y características del alimento. Los alimentos delicados se recubren (por ejemplo, el solomillo Wellington, con hojaldre o el pescado a la sal, con sal)[10] para generar una cocción uniforme y no tener que voltearlos.
- Asar al horno de tierra: se excava un hoyo en la misma tierra, se rellena de piedras macizas calientes, brasas y alimentos en ollas o envueltos en hojas anchas como la hoja del banano. Son tradicionales de los pueblos de América (véase la barbacoa mexicana y texana, el pib maya, la huatia y la pachamanca andinas o el curanto de Chile) y de Oceanía (el ahi ma'a de Tahití, el hāngi de los maoríes de Nueva Zelanda, el horno kanak de Nueva Caledonia o el imu hawaiano).
- Asar a la plancha: el calor es transmitido por una placa metálica. Si bien se agrega una pequeña cantidad de grasa, únicamente lo justo y necesario para que la comida no se pegue a la plancha.
- Caramelizar: los azúcares son calentados por encima de su punto de fusión, es decir, se oxidan.[11]
- Gratinar: técnica previa a la presentación de un plato, por la cual se cubre el mismo con queso o pan rallados[10] y se tuestan en el horno con grill, una resistencia eléctrica en la parte superior del horno, para que quede una superficie crujiente.
- Soasar: significa, en sentido literal, ‘asar ligeramente’, con el objetivo de tostar o dorar. Es una técnica intermedia ya que requiere una segunda cocción. Un ejemplo es el soasado de las hojas de banano para ablandarlas y envolver tamales.[12]
- Tostar, torrar o rostir: tostar se diferencia de dorar en que el primero se hace en seco, mientras que el segundo se aplica con grasa (frituras).[13][14]
- Torrefactar: tostar el café con azúcar añadido para caramelizar y recubrir los granos. Generalmente se usa con el café de baja calidad, para disimular su sabor, y también alarga su vida útil. Se desaconseja su consumo e incluso en algunos países está prohibido comercializar café torrefacto debido a una mayor presencia de acrilamida, sustancia catalogada como cancerígena (Grupo 2A de la IARC).[15]

### Cocción húmeda
- Ebullir, bullir o hervir: el calor se transmite por medio del líquido, siendo el punto de ebullición los 100 °C.[16] Este líquido puede ser agua, caldo corto, fondo, nata, etcétera. El alimento se introduce una vez se llega al punto de ebullición, puesto que el choque de temperatura provoca la coagulación inmediata de las proteínas, impidiendo en parte el intercambio entre el líquido y el alimento.[17]
- Cocer al vapor: el calor es transmitido por medio de vapor de agua, colocando una cazuela con agua hirviendo abajo y otra con rejilla arriba. Es útil para verduras duras que no se pueden comer crudas: las papas, el brócoli, ejotes, zanahoria, camote, ...
  - En papillote: los alimentos se envuelven en papel, untado con grasa para que no se peguen, y se cierra herméticamente. Son típicos los pescados en papillote. De esta manera se cocinan al vapor y en su propio jugo.
- Cocer fuego lento y cocer a baja temperatura: cocción a una temperatura igual o inferior al punto de ebullición, de manera que los alimentos quedan suaves.
- Baño María: el calor es transmitido por el agua, pero sin llegar a tocar el alimento, gracias a una doble cazuela. Es útil para fundir alimentos como el chocolate o la mantequilla.
- Decocer: técnica específica para bebidas, en las que el agua se hierve y se filtra por las sustancias. Un ejemplo es el café.

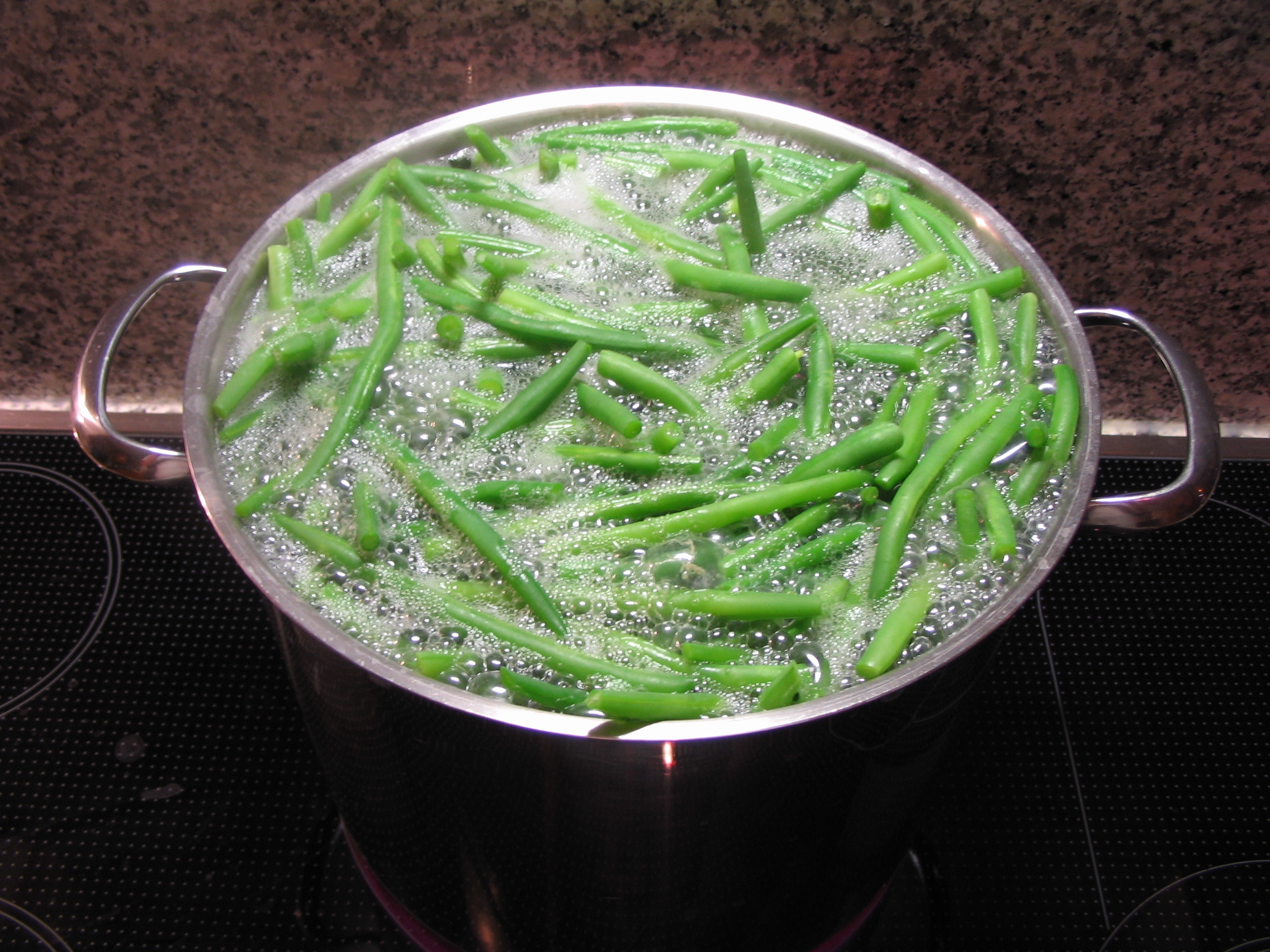
Escaldar la verdura.

- Entamar: cocer las aceitunas crudas en agua con sosa cáustica para reducir su amargor. La sosa produce la hidrólisis de la oleuropeína, que es la molécula que provoca el sabor amargo.[18]
- Escaldar o blanquear: es una ebullición de apenas unos segundos o minutos, ya que la función no es cocinar el alimento. Sirve principalmente para facilitar el pelado de la piel, como en los tomates o las almendras, o para facilitar el desplumado de las aves.[19]  También se escalfan los productos para reafirmar la textura o eliminar el exceso de sal. En el pesto y otras salsas que requieran hierbas frescas, un escaldado 
  - Blanquear carne: es un paso previo a los guisos para quitarle las impurezas a la carne. Consiste en hervirla por apenas unos minutos, lo suficiente para que suelten a la superficie del agua una espuma grisácea que se debe retirar con la cuchara. Cuando la espuma salga blanca, es que se le han retirado las impurezas.
  - Escaldar vegetales: con la verdura fresca, un brevísimo escaldado sirve para reverdecer el producto. Así se hace por ejemplo en la receta tradicional italiana del pesto, con las hojas frescas de albahaca para darle un color más intenso. Normalmente acto seguido se sumergen las verduras en agua fría con hielos para detener la cocción de inmediato.
- Escalfar o pochar: los alimentos se cuecen en agua a baja temperatura, sin tapar y sin sobrepasar el punto de ebullición. Es útil para cocer alimentos frágiles: pescados, jamón o pastas finas.[20] Un escalfado alternativo es calentar el agua, y cuando hierva, apagar el fuego, introducir el alimento y tapar.[10] La cebolla es un alimento que se debe pochar, ya que su naturaleza requiere calor poco intenso y por largo tiempo para que ninguna de sus partes quede cruda.
- Escarchar: cocción de frutas en almíbar a fuego lento, para cristalizar el azúcar.[21]
- Nixtamalizar: cocción particular de los granos de maíz añadiendo cal al agua (hidróxido de calcio) para obtener masa de maíz. Nativa de Mesoamérica, esta técnica produce varios cambios químicos (gelatinización del almidón, desnaturalización de las proteínas y disminución del ácido fítico), lo que provoca además varios cambios perceptibles (masa más maleable, más nutritiva), eliminación del pericarpio del maíz y alargamiento de la vida útil del producto.[22]
- Reducir: poner un líquido a hervir a fuego alto con el objetivo de evaporar el agua y concentrar los sabores y densificarlo.[23]
- Sancochar: hervir parcialmente, sin que se llegue a cocer el alimento, aunque el significado puede variar según el país.
- Sous-vide: cocción de alimentos envasados a baja temperatura pero prolongada durante horas.

### Cocción en grasa
- Freír: el calor es transmitido mediante grasa animal o vegetal, de manera que el alimento se cocina por dentro y se dora por fuera. El alimento se introduce solo cuando la grasa esté bien caliente, que se puede saber porque emite un típico crepitar (provocado por la evaporación del agua).[24] Si se introduce antes, el alimento absorberá demasiado aceite, deteriorando el resultado final. Se distinguen dos tipos de frituras: 
  - en abundante aceite (deep-dry), o
  - en poco aceite (shallow-fry).

- Capear: freír alimentos que previamente han sido bañados en huevos batidos, por lo que formará una superficie o capa extra alrededor del alimento. Técnica nativa de México.
- Confitar: cocción de alimentos sumergidos en grasa a fuego muy lento y por largo tiempo (por ejemplo, dos horas). Un ejemplo es el confit de pato. A veces la grasa se aromatiza. En cambio, la fruta confitada es la fruta cocida en almíbar (léase «escarchar»).
- Dorar: técnica intermedia que consiste en freír un alimento hasta que su superficie adopte un bonito tono marrón o dorado debido a la reacción de Maillard.
  - Marcar o sellar: variante que se usa específicamente con las carnes, dorando su superficie a una temperatura muy alta y en breve tiempo.
  - Risolar: dorar uniformemente el producto, logrando un exterior crujiente y un interior muy tierno.[25]
- Ennegrecer o blackening: freír alimentos, generalmente carne o pescado, que previamente han sido recubiertos con especias varias. Al freírse, las especias se carbonizan, de ahí el nombre. Técnica nativa del sur de los Estados Unidos.
- Fritura a presión: freír alimentos, generalmente carne, en una olla a presión, de manera que queda muy crujiente por fuera, pero muy jugoso por dentro. Técnica propia de la cocina industrial, y desarrollada por KFC para preparar su pollo frito.[26]
- Nacarar: paso previo a la cocción de un arroz que consiste en freírlo ligeramente en algún aceite o mantequilla, volviendo el grano brillante  y translúcido. La exposición a calor seco provoca la expansión del almidón (dextrinización) y por consiguiente queda un grano compacto y nada pegajoso. Este proceso también es llamado sellado o marcado del arroz.[27]
- Rebozar: freír alimentos que previamente han sido recubiertos con harina y otros ingredientes (varían según el tipo de rebozado), por lo que formará una superficie o capa extra alrededor del alimento.
  - A la andaluza: el alimento se recubre únicamente con harina de trigo.[25]
  - A la romana: el alimento se recubre con harina y huevo.[25]
  - Pasta orly: técnica francesa en la que el alimento se recubre con harina de trigo y cerveza.
  - Empanar o empanizar: el alimento se recubre con harina, huevo y pan rallado.
  - Tempura: variante del rebozado de harina, pero usando agua muy fría o con hielos, lo que permite una capa externa muy ligera. Técnica nativa de Japón.
- Saltear: cocer alimentos (troceados pequeño) con poca cantidad de grasa. Se diferencia de la fritura en que el alimento no se sumerge en grasa, sino que se cocina solo por la parte inferior, que toca la sartén, por lo que hay que darle la vuelta.[24]
  - Salteado stir o stir fry: variante del salteado en la que los alimentos no dejan de agitarse con movimientos vigorosos del wok (wok hei). Técnica nativa de China.
- Sofreír: freír alimentos a baja temperatura, de manera que se cocinan lentamente y de manera más uniforme, por lo que se evita que se doren. Es especialmente común sofreír la cebolla.
  - Rehogar: variante del sofrito pero el sartén se tapa y el tiempo de cocción es más corto.

### Técnicas de cocción mixtas
- Guisar: técnica mixta, en la que primero se cuece en un medio graso (como rehogado) y luego en un medio acuoso. Véase guiso.
- Estofar: técnica mixta específica para la carne, en la que primero los ingredientes se saltean o sellan, y después se agrega un caldo con especias aromáticas que, tras la cocción, se hará salsa (salsa clara si es a base de vino blanco u oscura si es con tinto).[10] Esta salsa suele llevar algún agente espesante, como fécula, crema, tapioca o yemas.[20] Se usa específicamente para carnes duras.
- Brasear: cocción de dos pasos, un primero en seco y un segundo en húmedo, en un recipiente llamado brasero, capaz de cerrarse herméticamente.[20] Es un proceso común para las carnes rojas, que primeramente se sellan y luego se guisan.
  - Cocción roja: técnica aplicada a carnes, llamada así por el color rojizo o marronáceo brillante que le aporta al alimento.
  - Glasear: cocción que se basa en el braseado pero con un resultado más brillante y dorado. Las hortalizas se glasean en azúcar diluido en agua con mantequilla y sal. En repostería, glasear quiere decir cubrir con fondant.[28]
- Concasser o concassé: escaldar hortalizas, generalmente tomate, para poder pelarles la piel y acto seguido cortarlas finamente.
- Lamprear: en España, consiste en freír o asar un pescado o carne para luego cocerlo en una mezcla de agua con azúcar o miel, o bien en vino especiado dulce. Proviene de lamprea, porque así se suele guisar este pescado;[3] En Ecuador, lamprear es cubrir un alimento salado con algo dulce, como mermelada o azúcar; Para el significado paraguayo véase rebozar; Para el significado mexicano, véase capear.[11]

## Técnicas de corte
- Brunoise: corte en dados minúsculos.
- Chiffonade: corte en espiral para verduras de hoja.
- Chascar: se aplica principalmente a las papas o patatas, cuando el corte no se completa y se descuaja o arranca el trozo que se quedó por cortar, de manera que se desgarra y queda una superficie irregular, con lo cual se libera más cantidad de almidón y el guiso espesa.[29]
- Cuchillo al aire: es decir, cortar sin tabla de cortar.
- Crapaudine o mariposa: abrir la caja torácica de un pollo o gallina para aplanarla, sin deshuesar ni separar, para una cocción uniforme.
- Filetear o rebanar: cortar en filetes o rebanadas, es decir, transversal al producto.
- Escalopar: corte en rebanadas de la carne.
- Juliana: corte en tiras.
- Picar: cortar muy fino.
- Trinchar: simplemente cortar las piezas de comida en trozos más pequeños.

## Técnicas de moltura
- Moler o molturar: reducir a trozos pequeños una materia sólida, especialmente granos o frutos, bien sea golpeándola con algo o frotándola entre dos piezas duras.
- Desmenuzar: deshacer la carne u otros ingredientes en trozos más pequeños, generalmente con las manos y sin utilizar ningún instrumento.[30] Según el país, se denomina también deshebrar, deshilachar, desmechar,[31] mechar[32] o esmechar.[33]
- Licuar: convertir en líquido una sustancia sólida o gaseosa.[34] Se usan herramientas como una licuadora.
- Machacar, majar o martajar: moler uno o varios alimentos mediante el aplastamiento continuado en un mortero, molcajete, batán o similares. En Yucatán, México, también es denominado como «tamular».[35]
- Pulverizar: moler uno o varios ingredientes hasta hacerlos polvo.
- Triturar: moler uno o varios ingredientes sin llegar a hacerlos polvo.[36]

## Técnicas de mezcla
- Acremar: mezclar una preparación con alto porcentaje de lípidos (grasas) hasta que la textura quede suave y uniforme.[37]
- Agitar: mover con gestos enérgicos una combinación de ingredientes, por ejemplo con el uso de una coctelera.
- Alargar: agregar un ingrediente más económico a otro de mejor calidad para obtener más cantidad, como el pan en unas albóndigas, o el agua en sopas y cremas, lo que las vuelve menos densas.
- Amasar: formar una masa, es decir, mezclar elementos sólidos y líquidos.

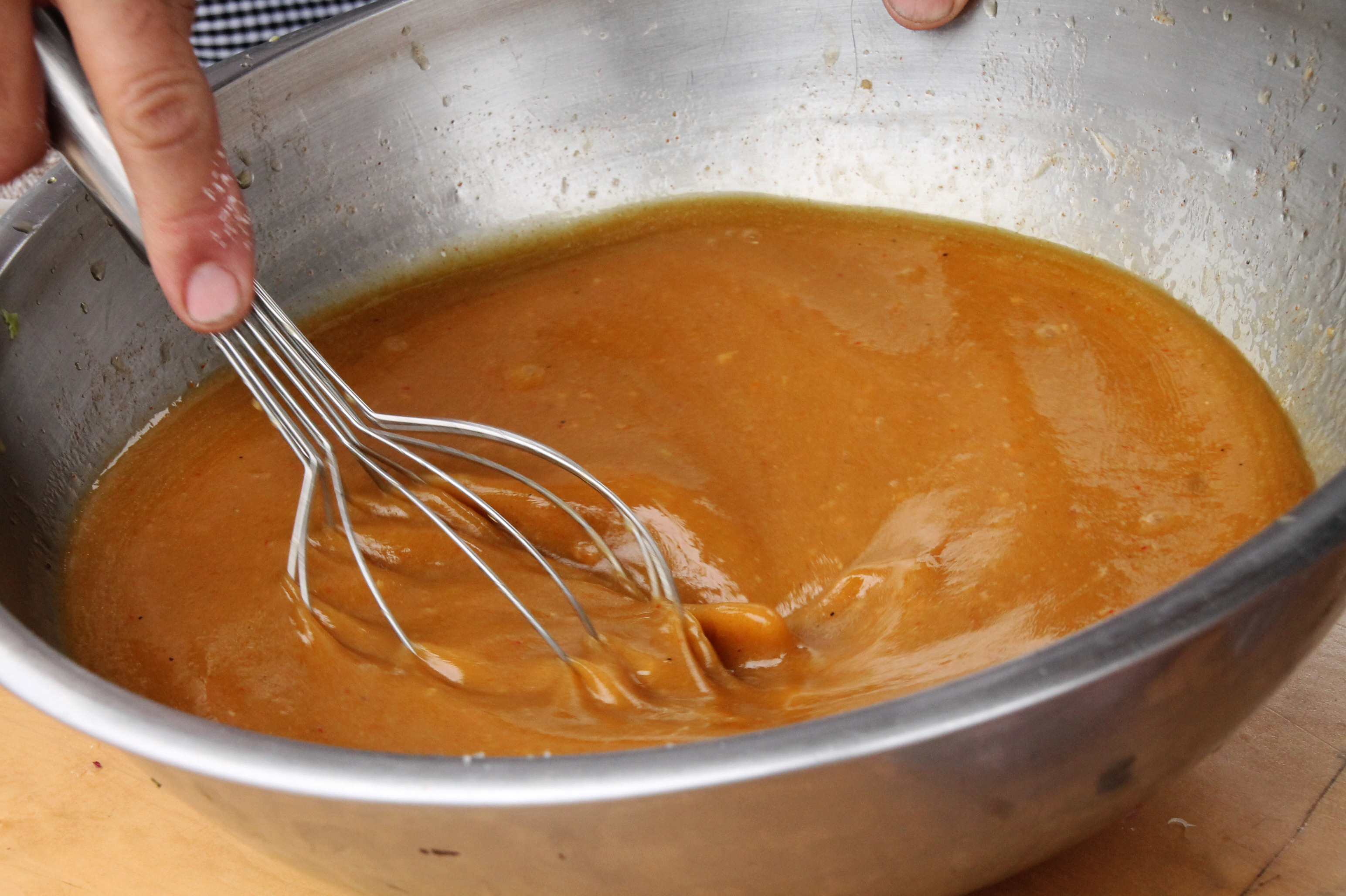
Batir con un globo o batidor francés.

- Batir: mezclar elementos líquidos o semilíquidos. Se usan herramientas como un batidor francés o una batidora eléctrica.
- Diluir: disolver un líquido en otro para disminuir la concentración.
- Mantecar: en heladería, mantecar es remover la mezcla de ingredientes al mismo tiempo que se da el proceso de enfriamiento, para romper los cristales de hielo producidos por la congelación y formar un helado de textura cremosa y uniforme.[38]
- Movimientos envolventes: mezclar suavemente para mantener el aire y el volumen de un producto ligero.[39]
- Revolver, remover o menear: darle vuelta a las preparaciones que se encuentran en la olla, la cazuela, sartén o recipiente.

## Técnicas de limpieza
- Aviar: tomar un ave entera y retirar por completo sus vísceras, plumas, y otros elementos indeseados.[40]
- Clarificar: separar y extraer las impurezas de un caldo u otro líquido. Hay diferentes tipos de agentes clarificantes para hacerlo. En el caso de las grasas, se derriten y se dejan sedimentar, de manera que se separan los sólidos.[41]
- Decantar: separar un líquido del poso que contiene, vertiéndolo suavemente en otro recipiente.[42]
- Desalar: sumergir bacalao en salazón u otro producto salado en agua fría para retirar el exceso de sal. Se debe desalar desde 48 h antes de su cocinado, cambiando el agua entre dos y tres veces al día.
- Desangrar: sumergir una carne o pescado en agua fría para que pierda la sangre.[40]
- Desescamar: retirarle las escamas a un pescado. El utensilio es llamado desescamador.
- Desespinar: quitarle las espinas a un pescado. En el caso de los nopales, quitarle sus espinas.
- Desespumar: retirar las impurezas en forma de espuma que flotan en un caldo durante la cocción. El utensilio es llamado espumadera.
- Descorazonar: retirarle la parte central a frutas y hortalizas, dejando solo la pulpa. Se descorazonan manzanas, piñas o pimientos.
- Desgranar: separar un grano cariópside de la planta, tallo o raquis.
- Desplumar: quitar las plumas a un ave.
- Desvenar: quitarle las venas a la carne, o bien a algunos mariscos, quitarles la vena central del dorso. En el caso de pimientos, chiles o ajíes, quitarle las fibras blanquecinas que agrupan las semillas.[43]
- Eviscerar o desviscerar: extraer las vísceras, es decir, los órganos de un animal, bien sea carne o pescado. En el caso de los pescados, en algunas regiones costeras también es conocido como lañar.[44]
- Pelar: retirar la piel, bien sea de un animal, hortaliza o fruto seco. Para pelar las almendras, primeramente se deben escaldar (véase escaldar).
- Purgar: dejar los caracoles vivos en ayunas varios días para limpiar su tracto digestivo.
- Refinar: quitar impurezas del aceite, la harina u otros alimentos. Dicho de otra manera, transformar un producto bruto en uno puro, retirando los elementos indeseados. «Refinar» la grasa animal consiste en derretirla para separar los componentes sólidos de la grasa líquida pura. En la cadena de producción, el refinamiento es la última operación antes del empaquetado.[45] Para el refinado del pan, véase «bregar o sobar».

## Técnicas de condimentación
- Condimentar: aportar nuevos sabores con uno o varios ingredientes que pueden ser secos, frescos o líquidos y que se agregan durante o después de la cocción. Los condimentos pueden ser hierbas, especias, salsas, vinagres, aceites, etcétera.
- Aderezar o aliñar: condimentar generalmente con ingredientes líquidos. A menudo por «aderezo» se entiende una salsa, y por «aliño», mezclas de vinagre y aceite.
- Especiar: condimentar la comida con especias.

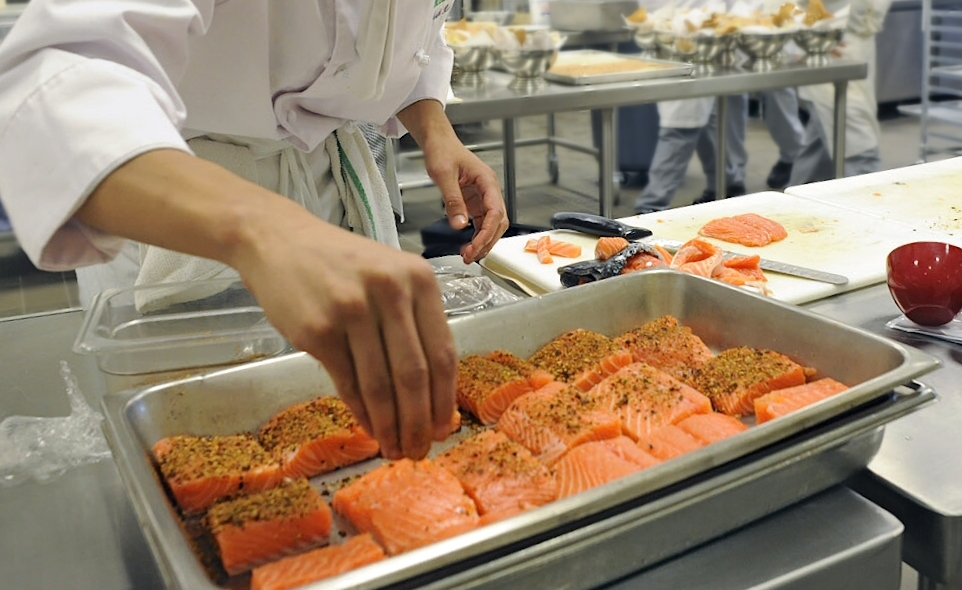
Sazonar el salmón.

- Sazonar: condimentar con el objetivo de realzar los sabores ya presentes en el plato, y no tanto para agregar nuevos. Para intensificar el sabor, lo más común es la sal. Usualmente implica agregar estos ingredientes durante la cocción.
- Aromatizar: condimentar poniendo énfasis en el olor, o al menos dando a este sentido la misma importancia que el sabor. De manera poética también es dicho perfumar.
- Corregir o rectificar: añadirle el punto de sal a una preparación. En combinación con la pimienta, también es dicho salpimentar.
- Infusionar: sumergir especias y otros vegetales aromáticos en agua u otro líquido para aportarle fragancias y propiedades varias. El objetivo es el mismo que en una maceración, pero en caliente.
- Bresar: al agua de cocción agregar la bresa, es decir, un puñado de hortalizas cortadas en muy finos dados. La bresa también es conocida como mirepoix y se compone principalmente cebolla, apio y zanahoria, a veces puerro, tomate, etc. Se retira del caldo al final de la cocción.[46]
- Clavetear: introducir clavos de olor a una cebolla, y meter ésta en un guiso para aromatizar.[40]
- Almizclar: aromatizar comidas con almizcle, antaño especia común. En la actualidad sigue empleándose en ciertas recetas africanas u orientales.[47]
- Anisar: aromatizar comidas con anís u otros productos de sabor anisado, como lo son el eneldo, el hinojo, la angélica, algunas albahacas, el estragón y evidentemente los dos tipos de anís: verde y estrellado.[48]
- Trufar: la acción de aromatizar comidas con la trufa. Comúnmente, para trufar los huevos frescos se introducen en un tarro hermético con la trufa entera, y se refrigera por tres o más días; el mismo proceso se lleva a cabo con quesos, pasta y otros alimentos.[49][50]

## Técnicas de presentación
- Bañar o napar: cubrir uniformemente un alimento con una salsa.
- Decorar: presentar los platos con adornos o de cierta manera para que se vean visualmente atractivos y apetecibles al comensal.
- Emplatar: disponer los ingredientes en el plato de manera consciente.
- Espolvorear: repartir uniformemente alimentos en polvo como azúcar glas, harina, queso, etc.[21] Al espolvoreado con azúcar glas se le suele decir «lustrar».
- Glasear o alcorzar: recubrir un postre horneado con un glaseado, es decir con una mezcla cremosa que da brillo al pastel. Hay varios tipos de glaseado, el más sencillo y popular es el de agua o mantequilla con azúcar glas.
- Guarnecer: añadir la guarnición al plato.[21]
- Hermosear o embellecer: hacer más atractivo un plato, retirando elementos indeseados como espinas, pieles, etc.
- Fondant: en repostería, una mezcla de azúcar glas con gelatina y agua que forma una masa moldeable con la que se cubren pasteles.
- Pastillaje: en repostería, una mezcla de azúcar glas con clara de huevo que forma una masa moldeable, usada en repostería para decorar pasteles.
- Por capas: es una forma de disponer los ingredientes tratando de que no se mezclen. Es el caso de la ensalada de siete capas estadounidense. En coctelería, también se habla de bebidas por capas.
- Trampantojo o trompe-l’œil: intentar simular visualmente otro alimento del que realmente es.[51]

## Técnicas varias
- Albardar: envolver una pieza de carne con tiras de béicon, tocino o panceta, para aportar jugosidad.
- Airear u orear: exponer un alimento al aire libre para eliminar su humedad o un mal olor.[52][53] La carne usada en barbacoas suele orearse primero para que se endurezca (véase madurar).[54] En pastelería, airear se refiere a la introducción de partículas de aire en un líquido o sólido, también dicho montar o, si se usan batidoras con varillas, varillear.[55][56][57]
- Atar, armar o bridar: amarrar carne o pescado con hilo de cocina antes de la cocción para que no pierda su forma. Tradicionalmente el hilo usado es bramante.[40] Se suelen bridar aves rellenas para que el relleno se mantenga en el interior, o bien piezas grandes de carne, como el rosbif o el jarrete, para que conserven mejor los jugos.[58]
- Atemperar: en chocolatería, consiste en fundir el chocolate regulando el aumento de la temperatura. Es un paso necesario para conferir al chocolate sus propiedades características, como sabor y textura. Esto se logra de diferentes maneras, aunque una muy común es mediante el baño María (véase baño María).[59][60]
- Bolear: darle forma redonda a una masa u alimento similar.
- Bregar, refinar o sobar: volver más compacta una masa de pan u otra masa mediante un prensado por cilindros, que provoca la expulsión de los gases contenidos en la masa.
- Castigar: agregar limón un otro líquido ácido al azúcar con el que se va a hacer caramelo con el objetivo de que no se empanice.[61]
- Cuajar: un líquido se solidifica mediante agentes coagulantes o el calor.
- Derretir o fundir: convertir un sólido a líquido mediante la aplicación de calor lento y controlado. Pueden fundirse azúcares, quesos, chocolate o grasas. En el caso de la grasa, derretir o renderizar (del inglés, rendering), consiste en calentar los trozos grasos de un animal (como la panceta) para obtener la grasa líquida, luego colarla y así refinarla. Así se obtienen productos como la manteca de cerdo o la mantequilla clarificada.
- Desflemar: quitar intensidad al sabor de un alimento. Típicamente, se desflema la cebolla cruda que será incluida en la ensalada, mediante la adición de ácidos (vinagre o limón) o calor (dejar al sol o pasar por agua caliente). También se desfleman riñones, berenjenas, chiles o ajíes y pencas de nopal.[62]
- Desglasar: despegar las grasas caramelizadas en el fondo de una olla tras una cocción de carne, virtiendo vinagre, vino u otro líquido y formando una salsa.[63]
- Embeber o emborrachar: mojar el bizcocho u otros pasteles con un jarabe o licor para aromatizarlos y enternecerlos.[64]
- Embutir: rellenar apretadamente una tripa con una mezcla de carne molida (picada), grasa animal, especias y otros ingredientes para formar un embutido. Se complementa con otras técnicas culinarias como el curado, ahumado, asado, etcétera.

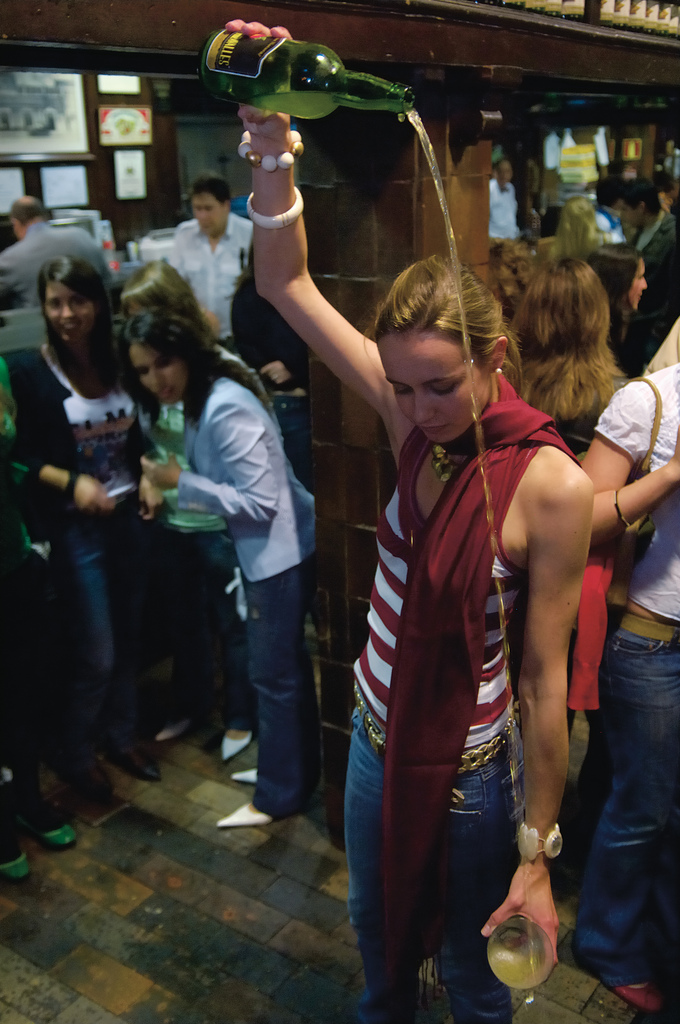
Escanciar la sidra.

- Emulsificar: gracias al uso de un emulsionante, se producen espumas muy ligeras llamadas «aires».[65][66]
- Engastrar: rellenar un animal con otro, como en la receta de turducken.
- Envolver: cubrir o rodear un alimento con otro elemento, generalmente para después cocinarlo.
- Escanciar: dejar caer la sidra alzando la botella con una mano y dejando caer un chorro de la bebida en el interior del vaso que está en la otra mano. Esto despierta el gas carbónico de la sidra, intensificándola.[67] Es una técnica nativa de Asturias, región española de gran tradición sidrera.
- Esferificar: cierto líquido se encapsula en una esfera gelatinosa de textura blanda.[65]
- Espalmar: aplastar carnes o pescados con una espalmadera (o «aplastacarnes») para reducir su grosor.[21] La hamburguesa espalmada es conocida por su nombre inglés, smash burger.
- Espesar: proceso por el cual se densifica un líquido gracias a un agente espesante, volviéndolo más viscoso. La goma xantana es un ingrediente común, ya que no altera el sabor.
- Espumar o cremar: calentar la leche mientras se incorpora aire con un vaporizador para crear una textura cremosa, fundamental para hacer capuchino, café latte u otros tipos de cafés con leche.
- Ensartar, espetar o brocheta: atravesar uno o varios alimentos con una aguja para una mejor cocción.[68]
- Flambear: un alimento es rociado con alguna bebida alcohólica y se le prende fuego. La finalidad es dorar el alimento, aportar nuevos sabores y evaporar el etanol.[69]
- Gelificar: proceso por el cual un líquido se convierte en un gel o gelatina, de aspecto sólido. El agar-agar es un agente gelificante común.[65]
- Lardear: aportar jugosidad a una carne con tiras de grasa (llamadas lardon en francés), mediante una de las siguientes dos técnicas: léase albardar (el lardon envuelve la carne) o mechar (el lardon se cose o ensarta dentro de la carne).
- Ligar o trabar: añadir a una salsa o caldo un ingrediente de ligazón, es decir, que espese la salsa y le dé un aspecto uniforme.[70]
- Madurar: para frutas y verduras aún verdes, la maduración es dejarlas reposar hasta que alcancen su estado óptimo de consumo. Los vegetales climatéricos siguen madurando después de la cosecha, como la banana o la manzana; los «no climatéricos» necesitan madurarse en la mata, como la aceituna o el limón. En la carne, la maduración consiste en dejarla reposar hasta que la textura se ablande. Se maduran la carne de caza, de borrego, chacinas y embutidos (véase maduración de la carne de vacuno).[54]
- Mechar: ensartar «mechas» de tocino o panceta en una pieza maciza de carne, para aportarle jugosidad.
- Pomar mantequilla: llevar la mantequilla a una temperatura que le provoque un estado entre sólido y líquido, es decir, un punto cremoso que es el ideal para hacer recetas de masa. La mantequilla pomada se logra aplastándola con un tenedor o pisapapas.
- Rebañar o arrebañar: apurar el contenido de un plato, olla, cazo o vasija.[71]
- Remojar: las legumbres secas necesitan sumergirse en agua tibia por unas doce horas antes de cocerse. Al agua de remojo de garbanzos se agrega una cucharadita de bicarbonato sódico para luego retirar fácilmente la piel. En otros casos se usa sal gruesa y un puñado de harina. Otra técnica tradicional es agregar al agua un atado de ceniza vegetal, que contiene potasio para reblandecer.[72]
- Suavizar: ablandar o atemperar la mantequilla para lograr una textura más uniforme y facilitar la mezcla con otros productos.
- Terrificar: transformar líquidos o semilíquidos en una textura similar a la tierra.[66]
- Untar: aplicar y extender grasa o algún producto cremoso sobre la superficie de algo. Se puede untar con los dedos o con un pincel o brocha.[73][74] Untar aceite también es conocido como aceitar, o bien enmantecar o enmantequillar si es con manteca o mantequilla respectivamente. Otra denominación común es engrasar.